# Farshad Salarvand
Farshad Salarvand (sinh ngày 22 tháng 5 năm 1988) là một cầu thủ bóng đá người Iran, hiện tại thi đấu cho Foolad của Persian Gulf Pro League.